# Kalkkärrsgrynsnäcka
Kalkkärrsgrynsnäcka (Vertigo geyeri) är en snäckart som beskrevs av Wassili Adolfovitch Lindholm 1925. Kalkkärrsgrynsnäcka ingår i släktet Vertigo, och familjen grynsnäckor. IUCN kategoriserar arten globalt som livskraftig. Enligt den finländska rödlistan är arten nära hotad i Finland. Enligt den svenska rödlistan är arten nära hotad i Sverige.
Kalkkärrsgrynsnäcka förväxlas ibland med ängsgrynsnäcka, sumpgrynsnäcka och otandad grynsnäcka.

## Utbredning
I Sverige förekommer arten i Götaland, Gotland, Öland, Svealand, Nedre Norrland och Övre Norrland. Artens livsmiljö är rikkärr. Den är skyddad av Artskyddsförordningen (i bilaga 2).

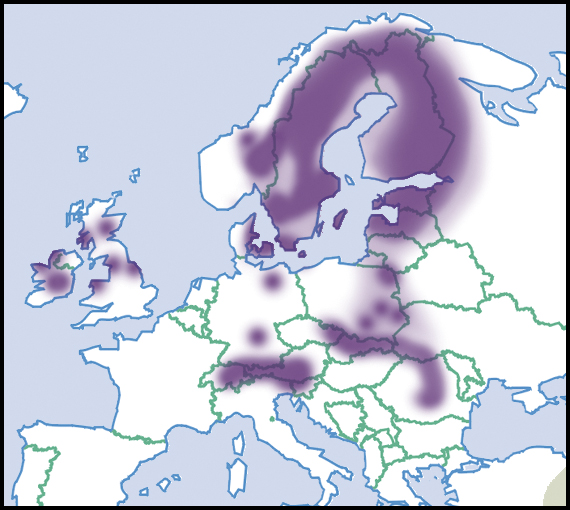
Kalkkärrgrynsnäckans utbredning i Europa.
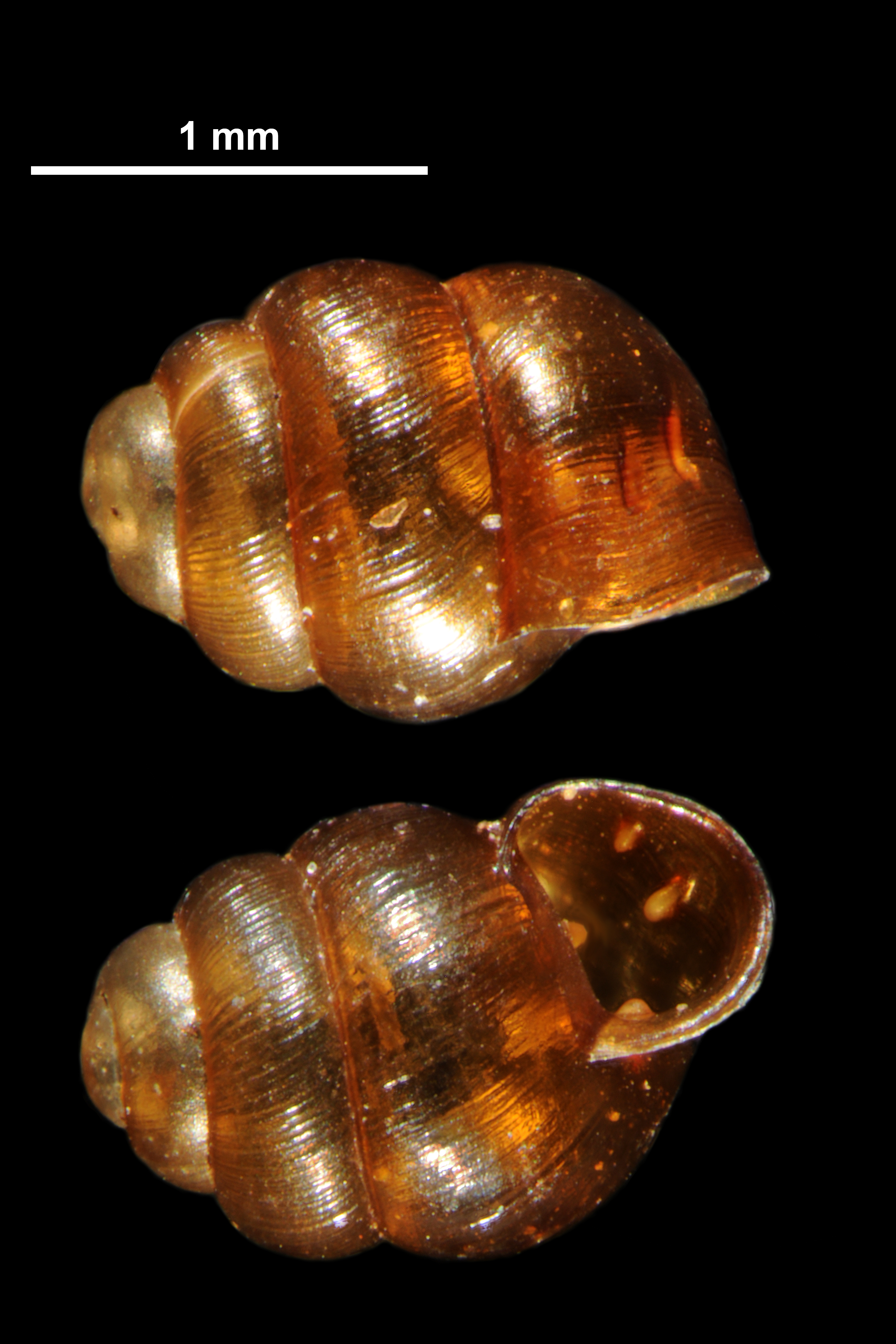
Kalkkärrsgrynsnäckan är cirka 2 mm stor.
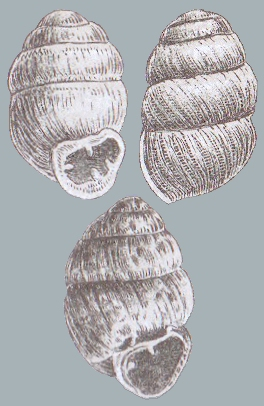